# La pulsera (serie de televisión)
La pulsera es una miniserie de televisión de drama policial argentina emitida por la TV Pública. El argumento se centra en la situación de cuatro hombres que deben cumplir la prisión domiciliaria, la cual abre un nuevo abanico de relaciones para el delincuente detenido, siendo los vecinos, sus amigos y el perímetro invisible de su pulsera lo que oficiará de muros carcelarios. La serie fue producida por Efesos  & Guionarte, filmada en 4K y tuvo su estreno el miércoles 26 de julio de 2017.

## Sinopsis
La historia girará en torno a un abogado penalista vinculado con los presos que sufren arresto domiciliario. Los casos se centran en Silvio (Matías Marmorato), un joven con cierto retraso mental acusado de abuso sexual, que logra la domiciliaria pero el barrio entero lo rechaza. La historia del "El Viejo" (Norman Briski), a quien ya nadie visita y lucha con los fantasmas de la soledad. Martín (Dady Brieva), uno de los socios del estudio, lo protege dándole la oportunidad de tener un programa propio de radio. Y Benítez (Fabián Vena), un policía que pierde su condición por matar a quienes robaron el auto de su mujer. Violento y celoso, vive el encierro como una fiera enjaulada. Todos los casos están basados en casos reales, pero el tratamiento es ficcional.
En estas historias el foco narrativo está en la relación que se establece entre el sujeto que pierde la libertad y su red de vínculos domésticos. Se demuestra en cada caso que la pérdida de libertad es una de las peores cosas que puede sufrir el ser humano aun cuando la pierda en su propia casa, pero que siempre puede tener una salida, también desde la soledad del encierro.

## Elenco

### Principal
- Dady Brieva como Martín: Abogado soberbio y orgulloso de su saber y pericia para resolver los casos. Especializado en obtener el beneficio de la prisión domiciliaria, lo convirtió en uno de los abogados más buscados, aunque también en uno de los más caros. Es solidario con sus clientes detenidos, les sale de garante y los cuida. Un seductor ingenioso, mantiene el poder en el estudio del que es socio mayoritario.
- Romina Ricci como Lynch: Abogada bella y fuerte de carácter. Es socia de Martín y sabe que en cualquier disputa terminará teniendo razón a fuerza de pura seducción. Es la socia minoritaria pero siente ser la que manda en el estudio. Martín solo se deja vencer por ella pero con recaudos.
- Norman Briski como "El Viejo": Un antiguo locutor radial con la carrera truncada, al que por estar preso varios años "se le ha pegado la reja". Tiene más historia carcelaria que delictiva. Sueña con tener un programa de radio, aquel que perdió por su intrincada historia de vida. Habiendo obtenido la prisión domiciliaria al cumplir 70 años de edad, pasa los días en una profunda depresión hasta que Martín le acerca la posibilidad de continuar aquel viejo proyecto abandonado por la vida delictiva: un programa de radio.
- Martín Slipak como Zabalia: Abogado recién recibido como mejor promedio de su camada. Da sus primeros pasos en el estudio de Martín. Idealista y noble, aún cree en la justicia de los libros. Respeta a sus jefes, que lo marcan de cerca. Lynch hará todo lo posible por verlo fracasar pues le teme a su porte y su inteligencia. Martín para foguearlo lo pone a prueba constantemente y siente orgullo por este joven que sigue sus pasos.
- Fabián Vena como Benítez: Benítez es un policía violento que ve truncada su carrera cuando estando fuera de servicio y en ocasión del robo del auto de su mujer sale en persecución de los ladrones y los abate. Mientras esta en la cárcel su mujer, también policía, lo abandona al enterarse de que mantiene una relación amorosa con una vecina que lo visita en el penal. Martín le consigue la prisión domiciliaria con un artilugio. Confinado a los límites del piso superior de su casa, sufre el encierro y los celos que le provoca las relaciones de su vecina.
- Matías Marmorato como Silvio: un joven con cierto retraso mental acusado de abuso sexual, que logra la prisión domiciliaria, pero el barrio entero lo rechaza.

### Secundario
- María Onetto
- Marcelo Melingo
- Naiara Awada
- Julieta Cardinali
- Aymará Rovera
- Eugenia Kolodziej
- Paula Carruega
- Camila Cruz
- Horacio Nitalo
- Valentina Gutiérrez
- María José Silva
- Leonel Hucado